# Hinnemastate

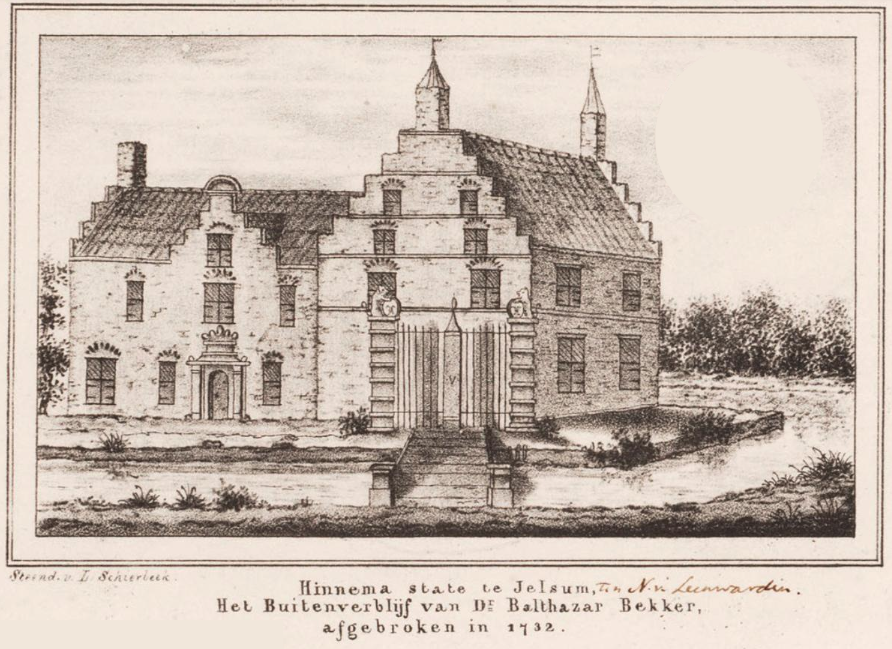
Het huis voor de afbraak in 1732

De Hinnemastate is een voormalige state bij Jelsum in de Nederlandse gemeente Leeuwarden.
De state wordt voor het eerst vermeld in 1501 als Hennama statha. De naam is ontleend aan het geslacht Hinnema (ook: Hennema) dat voor het eerst vermeld wordt in [1451]/1457 en in 1501 uitstierf. Een dochter van de laatste Hennema trouwde met een Donia waarna het in dat geslacht overging. De laatste eigenaar uit dat geslacht was Frans Harinxma van Donia die Friesland vertegenwoordigde bij de ondertekening van de Vrede van Münster in 1648; hij overleed in 1651 en de state vererfde vervolgens via vrouwelijke lijn in verscheidene geslachten, onder andere Frouck Fullenius, echtgenote van de predikant Balthasar Bekker (†1698).
De state is bekend van een tekening van Jacobus Stellingwerff uit 1723 en toont een gebouw dat omgracht is. De state werd in 1732 afgebroken, waarna een boerderij verrees met een in 1785 bijgebouwde schuur. In 1850 bleek de boerderij verplaatst. De uit 1785 daterende gevelsteen van de schuur is nog bekend als ingemetseld in een huis in 1965.